# Seneubok Alur Bulah
Seneubok Alur Bulah is een bestuurslaag in het regentschap Aceh Selatan van de provincie Atjeh, Indonesië. Seneubok Alur Bulah telt 370 inwoners (volkstelling 2010).